# Bangladesh ai Giochi della XXV Olimpiade
Il Bangladesh partecipò ai Giochi della XXV Olimpiade, svoltisi a Barcellona, Spagna, dal 25 luglio al 9 agosto 1992, con una delegazione di 6 atleti impegnati in tre discipline.